# Tatort: Der Richter in Weiss
Der Richter in Weiss ist ein deutscher Fernsehkrimi des NDR. Die 11. Folge der Kriminalreihe Tatort und der 4. Fall von Hauptkommissar Paul Trimmel, gespielt von Walter Richter, wurde am 10. Oktober 1971 im Deutschen Fernsehen (heute: Das Erste) ausgestrahlt.

## Handlung
Dr. Peter Beerenberg, angesehener Chefarzt eines Hamburger Krankenhauses, wird in seiner Villa erschossen aufgefunden. Seine Frau gesteht, ihn in Notwehr erschossen zu haben. Emotional angeschlagen, gibt sie an, dass er betrunken gewesen sei und mit ihr Streit gesucht habe. Zudem habe er zahlreiche Liebschaften gehabt, die er nicht einmal versucht habe, vor ihr zu verheimlichen. Die Art und Weise des Verhaltens von Brigitta Beerenberg veranlasst Kriminalhauptkommissar Trimmel, den Amtsarzt hinzuzuziehen. Dieser diagnostiziert Eifersuchtswahn und weist die Frau in eine psychiatrische Klinik ein. Für Trimmel sehen ihre Handlungen jedoch sehr überlegt aus und er zweifelt an einer Notwehrsituation. Zudem kann die Haushälterin der Beerenbergs keinerlei Liebschaften bestätigen, was auf die reine Einbildungskraft von Brigitta Beerenberg schließen lässt. Allerdings war der Tote auch als jähzornig bekannt.
In der Klinik angekommen wird Brigitta Beerenberg von Professor Robert Kemm untersucht, der zahlreiche Hämatome feststellen kann. In psychologischen Gesprächen bestätigt sie wiederum die Untreue ihres Mannes. Allerdings gibt sie zu, ebenfalls zahlreiche Männerbekanntschaften gehabt zu haben. Diese Tatsache lässt Trimmel weiterhin an der Notwehrtheorie zweifeln, zumal es nicht nur Ungereimtheiten am Tathergang gibt, sondern auch eindeutige Hinweise auf einen aktuellen Liebhaber von Brigitta Beerenberg, Max Conradi aus Bremen. Trimmel sucht Conradi auf und muss feststellen, dass dieser eine stattliche Waffensammlung besitzt. Ein intensives Verhältnis zu Brigitta Beerenberg bestreitet er allerdings, sie haben sich lediglich ab und zu getroffen.
Während Trimmel den Fall Beerenberg zu lösen hat, ermittelt er parallel in einem Mord an einer Prostituierten, die niedergestochen wurde. Ihr Freund Bodo Kolanowski steht unter Mordverdacht, da er mit ihrem Gewerbe nicht einverstanden war. Trimmel kann ihn überführen und die Tatsache, dass in diesem Fall zwei Messer gleicher Bauart benutzt wurden, bringt ihn im Fall Beerenberg auf die Idee, dass auch hier zwei Waffen im Spiel sein könnten. Er beginnt verbissen nach einer zweiten Pistole zu suchen und hat Erfolg. Somit ist es durchaus möglich, dass Brigitta Beerenberg zuerst auf ihren Mann geschossen hat. Auf Nachfrage gibt Max Conradi zu, ihr auf ihren Wunsch Schießunterricht gegeben zu haben.
Obwohl Professor Kemm aus medizinischer Sicht davon überzeugt ist, dass die vorläufige Diagnose von krankhaftem Eifersuchtswahn nicht aufrechterhalten werden kann und er Brigitta Beerenberg für voll zurechnungs- und schuldfähig hält, zögert er seinen Abschlussbericht entsprechend zu verfassen. Stattdessen lässt er sich auf die Avancen seiner attraktiven Patientin ein. Als sie dann einen Selbstmordversuch unternimmt, bewahrt sie das dennoch nicht vor einer Gerichtsverhandlung. Trimmel kann vor dem Schwurgericht die Notwehrbehauptung der Verteidigung widerlegen, was Professor Kemm dazu veranlasst, seine vorherigen Aussagen zum psychischen Zustand seiner Patientin zu revidieren. Als Brigitta daraufhin ausfällig wird und ihn vor versammeltem Publikum als Lügner bezichtigt, der mit ihr geschlafen habe, bestätigt er ihr nicht nur, vermindert schuldfähig zu sein, sondern vollständig schuldunfähig: Auf diese Weise kann er ihre Anschuldigung als Hirngespinst hinstellen und seine Karriere retten.
Somit wird sie zwar vom Richter für schuldig am Mord ihres Gatten befunden, jedoch aufgrund ihrer angeblichen geistigen Unzurechnungsfähigkeit nicht mit Zuchthaus bestraft, sondern mit einer Unterbringung auf unbestimmte Zeit in eine psychiatrische Anstalt.

## Hintergrund
Der Richter in Weiss gilt sowohl in der Fernsehfassung als auch als Roman als Tatort-Klassiker. Beide waren große Publikumserfolge. Die Kritik bescheinigte dem Werk dokumentarische Präzision und Richter in Weiss führte zu heftigen Diskussionen über das Gutachterproblem in der Justiz. Die TV-Ausstrahlung weist eine bemerkenswerte Schauspielerriege auf; so spielten unter anderem Helmut Käutner, der zu den einflussreichsten Filmregisseuren des deutschen Kinos gezählt wird, und Rolf Bossi, einer der bekanntesten Strafverteidiger Deutschlands, mit.
Die Tatort-Episode war mit 119:19 Minuten bis zum Erscheinen von Tschiller: Off Duty die längste.
Die Erstausstrahlung von Der Richter in Weiss am 10. Oktober 1971 erreichte in Deutschland einen Marktanteil von 66,0 Prozent für die ARD.

## Kritik
TV Spielfilm beurteilt die Episode als „Eine frühe Perle aus der Tatort-Schatztruhe“